# 圣莫里斯德古尔当
圣莫里斯德古尔当（法語：Saint-Maurice-de-Gourdans，法語發音：[sɛ̃ moʁis də ɡuʁdɑ̃]）是法国安省的一个市镇，位于该省南部，属于贝莱区。

## 地理
圣莫里斯德古尔当（45°49'17"N, 5°11'44"E）面积25.39 平方千米，位于法国奥弗涅-罗讷-阿尔卑斯大区安省，该省份为法国东部省份，北起汝拉省，西北接索恩-卢瓦尔省，西接罗讷省和里昂大都会，南至伊泽尔省，东与萨瓦省、上萨瓦省和瑞士接壤。
与圣莫里斯德古尔当接壤的市镇（或旧市镇、城区）包括：巴朗、贝利尼厄、洛耶特、圣让德尼奥斯特、昂通、维莱特当通。

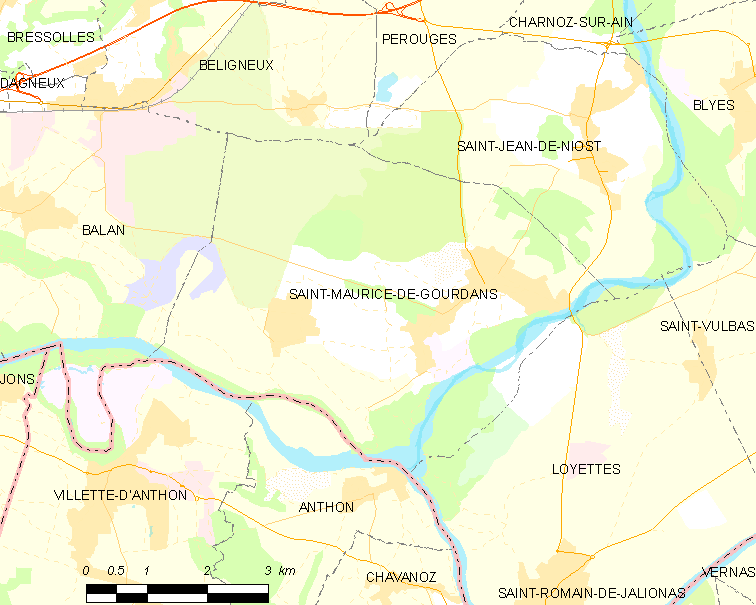
圣莫里斯德古尔当的OSM定位图

圣莫里斯德古尔当的时区为UTC+01:00、UTC+02:00（夏令时）。

## 行政
圣莫里斯德古尔当的邮政编码为01800，INSEE市镇编码为01378。

## 政治
圣莫里斯德古尔当所属的省级选区为拉尼约县。

## 人口

1962-2008年间圣莫里斯德古尔当人口变化图示

圣莫里斯德古尔当于2022年1月1日时的人口数量为2826人。